# American Recovery and Reinvestment Act of 2009

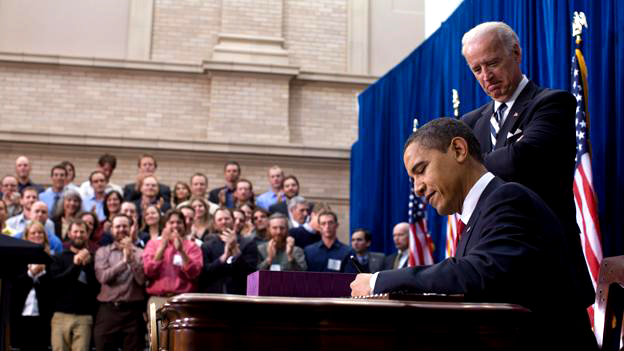
Barack Obama signerar ARRA till en lag den 17 februari 2009 i Denver, Colorado. Vicepresident Joe Biden står bakom.

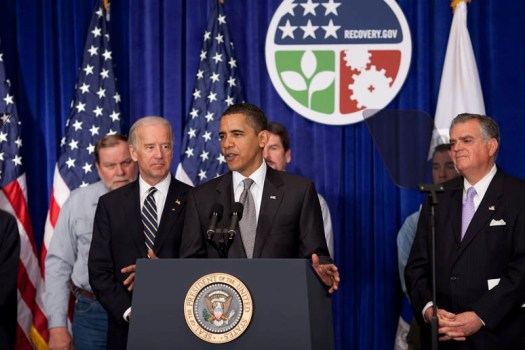
Barack Obama talar om det 2000:e ARRA-projektet.

American Recovery and Reinvestment Act of 2009, ARRA (i dagligt tal the Stimulus eller The Recovery Act) är ett ekonomiskt stimulanspaket för USA som USA:s 111:e kongress i februari 2009 tog beslut om och som signerades som lag den 17 februari 2009 av president Barack Obama. Huvudsyftet för ARRA var att bevara jobb samt att skapa nya jobb. Andra syften med paketet var att ge en ekonomisk lättnad åt dem som drabbats hårdats av recessionen och att pengarna skulle användas för investeringar i infrastruktur, utbildning, hälsovård och grön energi.